# Toleransediktet (Sverige)
Toleransediktet var ett edikt om tolerans som utfärdades under Gustav III:s regering, 24 januari 1781. Bidragande till ediktets tillkomst var bland annat Anders Chydenius.

## Historik
Sedan Uppsala möte hade lutherdomen varit enda tillåtna religionen i riket.  
Förutom upplysningens idéer om frihet fanns det ekonomiska incitament till religionsfrihet, så att utländska specialister kunde arbeta i Sverige med värdefulla bidrag. Det var den synpunkten Anders Chydenius anlade när han lade fram sin motion i frågan på 1779 års riksdag. "Rörd av mina medmänniskors olyckor och öm om min fosterbygds tillväxt och styrka, har jag yttrat mina tankar", sade han. "De fördomar, att genom samvetstvång och förföljelser söka utrota villomeningar äro, Gudi lov, längesedan skingrade." Och någon fara för den lutherska tron behövde religionsfriheten inte föra med sig, enligt Chydenius. Han anförde flera exempel som skulle verka lugnande: "Icke är Danmark judiskt, fast detta osälla folket där lever i fred och besöker sina synagogor offentligen."
Prästeståndet avslog förslaget, men frågan avgjordes genom de övriga tre ståndens bifall.
Gustav III sade sig ha vågat ta steget att utfärda ediktet "under ett ljuvligt fredslugn efter en lycklig förening av söndrade sinnen, uti ett av vetenskaper upplyst tidevarv".
Främmande kristna trosbekännare, som inflyttade eller tidigare inflyttat, skulle enligt 1781 års toleransedikt få fri och otvungen religionsutövning och medborgerliga, dock ej fulla politiska, rättigheter. Deras barn skulle även kunna fostras i föräldrarnas religion. De inflyttade nekades dock tillträde till statens ämbeten samt riksdagsmannarätt. Inte heller fick de hålla offentliga processioner, inrätta allmänna skolor eller kloster eller överhuvudtaget driva någon som helst propaganda för sin religion. Några munkar fick inte komma in i landet, "av vad religion och sekt de vara måge".
Den som ofredade främmande trosbekännares gudstjänst eller hädade deras läror och bruk, skulle straffas med böter. Om statskyrkans präster kallades till främlingarna på sjukbesök, fick de inte oroa deras samveten med religionstvister och kontroverser.
Den nya lagen förskaffade Gustav III ett tacksägelsebrev från påven Pius VI, och kungen svarade med att uttrycka sin glädje över att ha vunnit en så upplyst regents bifall.
Det var ett steg på vägen mot full religionsfrihet och ersattes först på 1850-talet av dissenterlagarna.

Toleransediktet följdes 1782 av det så kallade Judereglementet som reglerade judars rättigheter i Sverige.
Liknande reformer gjorde på andra håll i upplysningstidens Europa, såsom Toleranspatentet 1781 i Josef II:s Österrike och var en grundtanke i USA:s författning som utformades 1776–1787. Indulgensförklaringen 1672 och Toleransakten 1689 i England hade emellertid annan bakgrund.
Dock kvarstod konventikelplakatet från 1726 för ursprungliga svenskar, vilken helt begränsade deras frihet till annan trosutövning än Svenska kyrkans, vilkens ställning var lagreglerad som statskyrka.
Först 1951 tilläts utträde ur Svenska kyrkan utan att behöva byta till något annat trossamfund, varvid även ateism tilläts.